# Your Song
"Your Song" er en ballade komponeret og udgivet af den britiske sanger Elton John med tekst af Bernie Taupin.

## Udgivelse og indspilning
Sangen er det første nummer på albummet Elton John (1970) og blev indspillet i januar 1970 i Trident Studios i London. Singlen blev udgivet i USA i oktober 1970 som B-siden til "Take Me to the Pilot", men begge sider blev spillet flittigt, og "Your Song" blev snart discjockeyernes favorit, hvorefter den blev gjort til A-side. Sangen nåede ottendepladsen på Billboard Hot 100 og syvendepladsen på UK Singles Chart.
I 2002 blev sangen genindspillet som en duet med italienske operasangeren Alessandro Safina og nåede fjerdepladsen i Storbritannien. I 1998 blev "Your Song" optaget i Grammy Hall of Fame. I 2004 blev sangen placeret som nummer 136 på Rolling Stones liste over de 500 bedste sange til alle tider. Sangen blev certificeret guld og platin i oktober 2012 af Recording Industry Association of America.

## Singlens numre
Amerikansk 7" single
1. "Take Me to the Pilot" – 3:43
2. "Your Song" – 4:00

Britisk 7" single
1. "Your Song" – 4:00
2. "Into the Old Man's Shoes" – 4:02

## Hitlisteplaceringer
| Hitliste (1971)                   | Placering |
| --------------------------------- | --------- |
| Australien (Kent Music Report)    | 11        |
| Belgien (Ultratop 50 Flandern)    | 11        |
| Canada (RPM Top Singles Chart)    | 11        |
| Irland (Irish Singles Chart)      | 11        |
| Nederlandene (Dutch Top 40)       | 10        |
| Nederlandene (Single Top 100)     | 4         |
| Storbritannien (UK Singles Chart) | 7         |
| USA (Billboard Hot 100)           | 8         |
| Hitliste (2007)                   | Placering |
| Norge (VG-lista)                  | 10        |